# Scorzonera glabra
Scorzonera glabra (зміячка гола1) — вид рослин з родини айстрових (Asteraceae), поширений у Білорусі, Росії, Монголії.

## Опис
Багаторічна рослина з потужним коренем до 2 см діаметром і багатоголовим каудексом. Стебла поодинокі або кілька, негіллясті, до 40 см заввишки, потовщені, зазвичай до 5 мм діаметром. Листки ланцетні або широко ланцетні, (1)1.5–5 см шириною, до 45 см завдовжки, на б. м. довгих черешках. Кошики великі, до 4 см завдовжки. Квітки жовті. Сім'янки голі, вигнуті, ≈ 12 мм завдовжки. Чубчик рудуватий.

## Виноски
1 Українська назва є транскрибуванням та/або перекладом латинської назви авторами статті і в авторитетних україномовних джерелах не знайдена.

## Поширення
Поширений у Білорусі, Росії, Монголії.